# 영곡탑

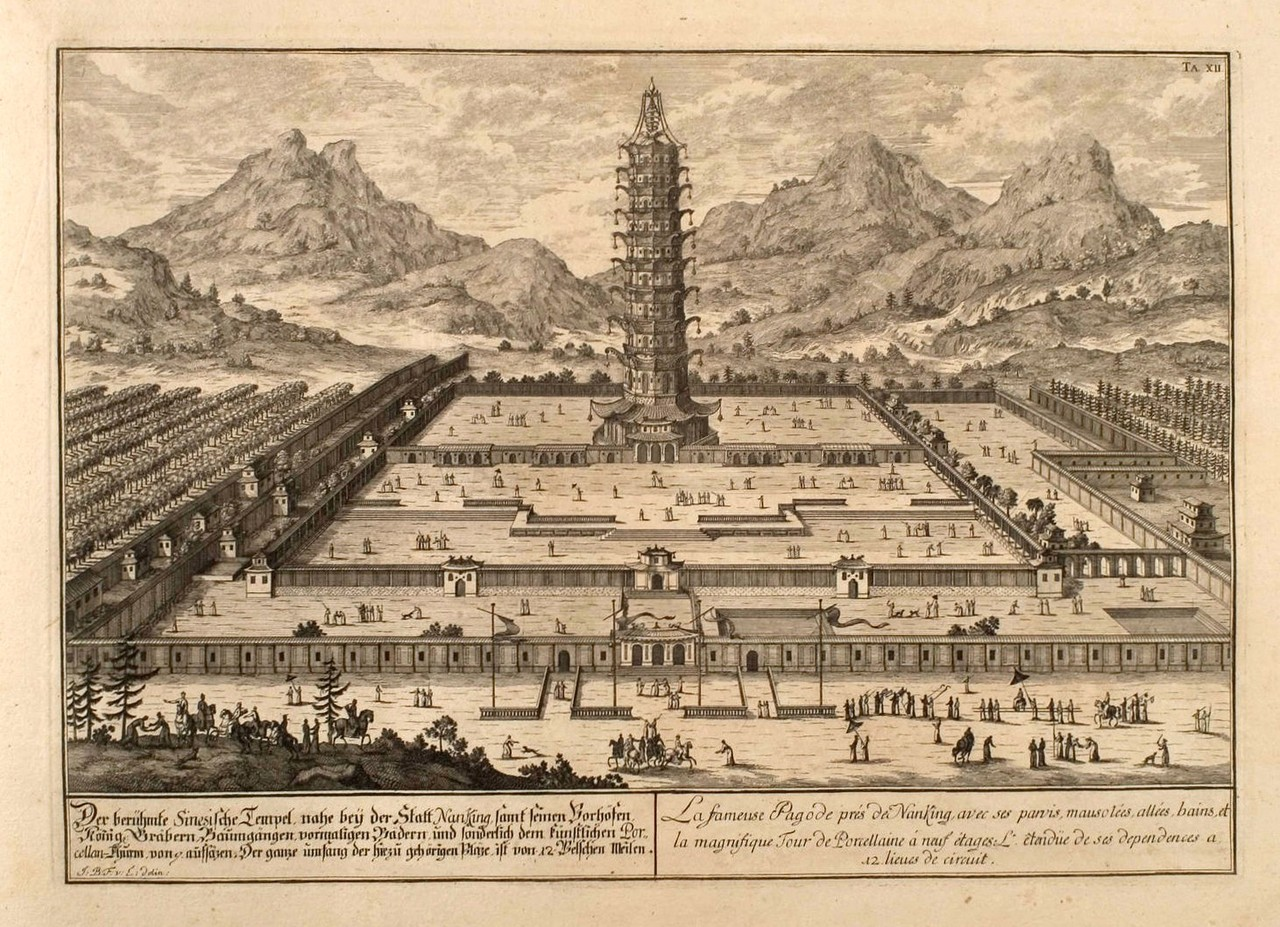
1721년 요한 B.F. 본 엘라치 경이 그린 영곡탑

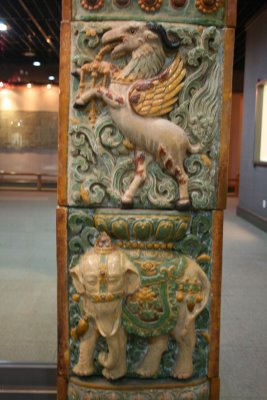
영곡탑의 우측 문짝

영곡탑 혹은 자기탑은 난징에 있는 탑으로, 대보은사의 일부였다. 중국 난징에 위치해 있으며, 15세기 명나라 시대에 건축되었다. 하지만 19세기 태평천국의 난 때 대부분 파괴되었으며, 현재 그 복제품이 난징에 복원되어있다.
2010년에 한 중국 사업가가 난징시에 영곡탑을 복원하기 위해 1억 5600만 달러를 기부하였다. 이는 중국 역사상 개인이 낸 기부금 중 가장 많은 액수이며, 2015년에 복원된 영곡탑과 그 주변 일대가 대중들에게 개방되었다.

## 역사
영곡탑은 15세기 영락제 시기에 건축되기 시작되었다. 간간이 난징을 찾는 유럽의 여행자들에 이 영곡탑이 외부 세계에 알려지게 되자, 이 탑은 세계의 불가사의에도 종종 선정되었으며, 이런 소문이 확산되자 중국인과 외부인들 모두에게 중요한 보물로 여겨졌다.1428년에 명나라 황제는 관리 '정혜'에게 대보은사의 복구를 명했고, 1431년에 대보은사의 복구가 완료되었다.
1801년에 영곡탑은 낙뢰를 맞고 맨 위 4층이 불타 버렸으나, 곧 복구되었다. 1843년에 유럽 모험가에 의해 발간된 책 속 내용에는 19세기 아름다운 영곡탑의 모습이 자세히 소개되어 있을 정도로 이 영곡탑의 명성은 잘 알려져 있었다. 하지만 후에 태평천국의 난이 일어났고, 반란군들이 난징을 점령한 후 이 탑은 망가뜨려졌다. 그들은 절의 불화들을 부수었고, 청 황실을 부정하기 위해 탑 내부의 계단을 모두 헐어 버렸다. 2년 후, 반란군들은 청나라 군대가 이 탑을 점령하여 그들을 감시하지 못하도록 이 탑을 완전히 불태워버렸다. 이후 탑과 사찰에 쓰였던 자재들은 모두 다른 곳에 쓰기 위해 헐려 나갔고, 최근까지 빈 터로 남아 있었다.

## 외관
탑은 팔각형의 모양을 하고 있었고, 그 직경은 약 30m였다. 완공되었을 때, 탑은 79m의 높이를 자랑하며 당시 중국에서 가장 높은 건축물 들 중 하나였다. 탑은 9층이었고, 속에는 계단이 있어 오를 수 있었다. 탑의 꼭대기는 금으로 치장되어 있었다. 1852년에 난징을 방문한 미국 선원들에 따르면, 원래는 9층보다 더 층을 올릴려고 했다고 하나 무산되었다고 한다. 그럼에도 불구하고 영곡탑의 높이를 넘는 탑은 중국에도 별로 많지 않았다. 
탑은 백색 벽돌로 만들어졌고, 이로 인해 낮에는 햇빛을 찬란하게 반사할 수 있었다고 한다. 또한 밤에는 140개가 넘는 풍등으로 탑을 빛냈다. 벽돌 속에는 다양한 색의 유리와 돌가루들을 섞어, 다양한 색조의 벽돌들을 만들어 탑의 외벽에 동물, 꽃과 같은 무늬들을 구성했다고 한다. 또한 탑은 수없이 많은 불화들로 장식되어 있었다.